# Patrick Dogue
Patrick Dogue (Ludwigshafen am Rhein, 9 marzo 1992) è un pentatleta tedesco.

## Biografia
È fratello maggiore di Marvin Dogue, anche lui pentatleta di caratura internazionale.
Ha rappresentato la Germania ai Giochi olimpici estivi di Rio de Janeiro 2016, dove si è piazzato al 6º posto nell'individuale.
È stato vicecampione iridato a squadre ai mondiali di Il Cairo 2021, con Fabian Liebig e il fratello Marvin. All'edizione di Alessandria d'Egitto 2022 ha ottenuto il bronzo con Marvin e Pele Uibel.
Ha fatto la sua seconda apparizione olimpica a Tokyo 2020, in cui si è classificato 20º posto nell'individuale.

## Palmarès
- Mondiali

Budapest 2019: oro nella staffetta;
Il Cairo 2021: argento a squadre; bronzo nella staffetta mista;
Alessandria d'Egitto 2022: bronzo a squadre;
- Europei

Minsk 2017: bronzo a nella staffetta;